# افشاگر (فیلم ۲۰۱۴)
«افشاگر» (انگلیسی: Whistle Blower (film)) فیلمی در ژانر درام است که در سال ۲۰۱۴ منتشر شد.